# Iván Mándy
Iván Mándy (* 23. Dezember 1918 in Budapest; † 6. Oktober 1995 ebenda) war ein ungarischer Schriftsteller.

## Leben
1945 übernahm Mándy die Autorenschaft für die ungarische Literaturzeitschrift Újhold. Nach der stalinistischen Machtübernahme wurde er in den 1950er Jahren freischaffender Schriftsteller. 
Erst 1989 übernahm er wieder die Leitung einer Literaturzeitschrift. Mándy wurde 1993 von der ungarischen Akademie der Künste für den Nobelpreis für Literatur vorgeschlagen.

## Werke
- Csöszház, 1943
- Francia kulcs, 1948
- A huszonegyedik utca, 1948
- Csutak színre lép, 1957
- Régi idök mozija, 1967
- Mi van Verával?, 1970
- Egy ember álma, 1971
- Mi az öreg?, 1972

### Werke in deutscher Übersetzung
- Erzählungen. edition suhrkamp 176. Suhrkamp, Frankfurt am Main 1966.
- Kino alter Zeiten, Erzählungen. Verlag Volk und Welt, Berlin, 1975

## Preise
- Baumgarten-Preis (1948)
- Attila-József-Preis (1969)
- Tibor-Déry-Preis (1986)
- Kossuth-Preis (1988)
- Robert-A.-Pritzker-Preis für Werke in ungarischer Sprache (1991)